# Port lotniczy Oamaru
Port lotniczy Oamaru (IATA: OAM, ICAO: NZOU) – port lotniczy położony w Oamaru, w regionie Otago, w Nowej Zelandii.